# Serapias olbia
Serapias olbia är en orkidéart som beskrevs av Louis Verguin. Serapias olbia ingår i släktet Serapias och familjen orkidéer. IUCN kategoriserar arten globalt som nära hotad. Inga underarter finns listade i Catalogue of Life.